# Best Coast
Best Coast é uma banda americana de indie rock formada em Los Angeles, Califórnia.

## História
A banda foi formada em 2009, pela vocalista Bethany Cosentino(Bethany Sharayah Cosentino, nascida no dia 3 de Novembro de 1986) e pelo multi-instrumentista Bobb Bruno. Em julho de 2010, Ali Koehler das Vivian Girls juntou-se à banda como baterista. O primeiro álbum "Crazy For You" foi bastante aclamado pela crítica e conseguiu chegar ao número 36 no top de álbuns americano. 
Bethany Cosentino, ex-atriz nascida em Los Angeles e filha de pai músico, começou a compor ainda adolescente, quando morava em Nova York. Não se acostumou ao ritmo da cidade e voltou para a Califórnia. "Nada em Nova York me inspirava. Viver ali me fez amar Los Angeles. Gosto do tempo, das praias, da paisagem de Los Angeles. Nasci aqui, então é algo até meio nostálgico. Até o ano passado eu apenas escrevia canções sobre a minha vida. Era algo natural. Não esperava que mais do que poucas pessoas fossem ouvir as músicas", revela. 
O segundo álbum "The Only Place" foi lançado no dia 15 de maio de 2012, foi produzido por Jon Brion, o álbum apresenta uma melhor qualidade de som se comparado ao antecessor "Crazy For You" pois foi gravado nos estúdios da Capitol Records.
No Brasil, os dois álbuns foram lançados no dia 15 de Maio de 2012 pela Deckdisk.
Atualmente a dupla se prepara para lançar no dia 22 de outubro de 2013 seu novo EP "Fade Away", o mini-album irá conter sete faixas.
Curiosidade: A banda se torna mais conhecida pela música The Only Place presente no album de mesmo nome ser a trilha sonora de uma peça publicitaria da Microsoft, lançando Windows 8.

## Discografia
Álbuns de estúdio
- 2010: Crazy for You
- 2012: The Only Place
- 2015: California Nights

EP
- 2009: Where the Boys Are
- 2010: Make You Mine
- 2010: Something In The Way
- 2013: Fade Away

Singles
- 2009: "When I'm with You"
- 2009: "Sun Was High (So Was I)"
- 2010: "Boyfriend"
- 2011: "Crazy for You"
- 2011: "Our Deal"
- 2012: "The Only Place"
- 2012: "Why I Cry"
- 2012: "Do You Love Me Like You Used To"
- 2013: "Fear Of My Identidy/Who Have I Become"
- 2013: "I Don't Know How"